# 생림대로
생림대로(Saengnim-daero) 경상남도 김해시 북부동삼계삼거리에서 밀양시 삼랑진읍 삼랑진교차로를 잇는 도로이다.

## 주요 경유지
경상남도
- 김해시 (북부동 . 생림면 . 삼랑진읍)

## 노선
| 이름            | 접속 노선       | 소재지          | 소재지          | 비고            |
| 김해대로과 직결 | 김해대로과 직결 | 김해대로과 직결 | 김해대로과 직결 | 김해대로과 직결 |
| --------------- | --------------- | --------------- | --------------- | --------------- |
| 삼계사거리      | 가야로          | 김해시          | 북부동          |                 |
| 나밭고개사거리  | 나전로          | 김해시          | 생림면          |                 |
| 나전육교        |                 | 김해시          | 생림면          |                 |
| 상나전 교차로   | 상동로          | 김해시          | 생림면          |                 |
| 하라전 교차로   | 나전로249번길   | 김해시          | 생림면          |                 |
| 나전4교         |                 | 김해시          | 생림면          |                 |
| 사촌교          |                 | 김해시          | 생림면          |                 |
| 사촌 교차로     | 나전로          | 김해시          | 생림면          |                 |
| 봉림 교차로     | 봉림로          | 김해시          | 생림면          |                 |
| 봉림삼거리      | 봉림로          | 김해시          | 생림면          |                 |
| 말티고개        |                 | 김해시          | 생림면          |                 |
| 생철고개        |                 | 김해시          | 생림면          |                 |
| 마사 교차로     | 마사로          | 김해시          | 생림면          |                 |
| 마사1교         |                 | 김해시          | 생림면          |                 |
| 마사2교         |                 | 김해시          | 생림면          |                 |
| 삼랑진교        |                 | 김해시          | 생림면          |                 |
|                 | 밀양시          | 삼랑진읍        |                 |                 |
| 삼랑진교 교차로 | 밀양시          | 삼랑진읍        | 삼랑6길         |                 |
| 삼랑진로와 직결 |                 |                 |                 |                 |

## 주요 건물 및 시설
- CU 삼계하승점 (생림대로 11/삼계동 1115-6)
- GS칼텍스 동산주유소 (생림대로 503/나전리 810-21)
- HD현대오일뱅크 생림공단주유소 (생림대로 560/나전리 1198-2)
- HD현대오일뱅크 이손에너지 동남주유소 (생림대로 693/사촌리 609-16)
- GS칼텍스 봉림주유소 (생림대로 740/봉림리 530)
- S-OIL 생림에스오일주유소 (생림대로 862/봉림리 824)
- SK에너지 대박주유소 (생림대로 865/봉림리 840)
- 알뜰 무척산주유소 (생림대로 1010/생철리 241-3)